# Georges Khoury

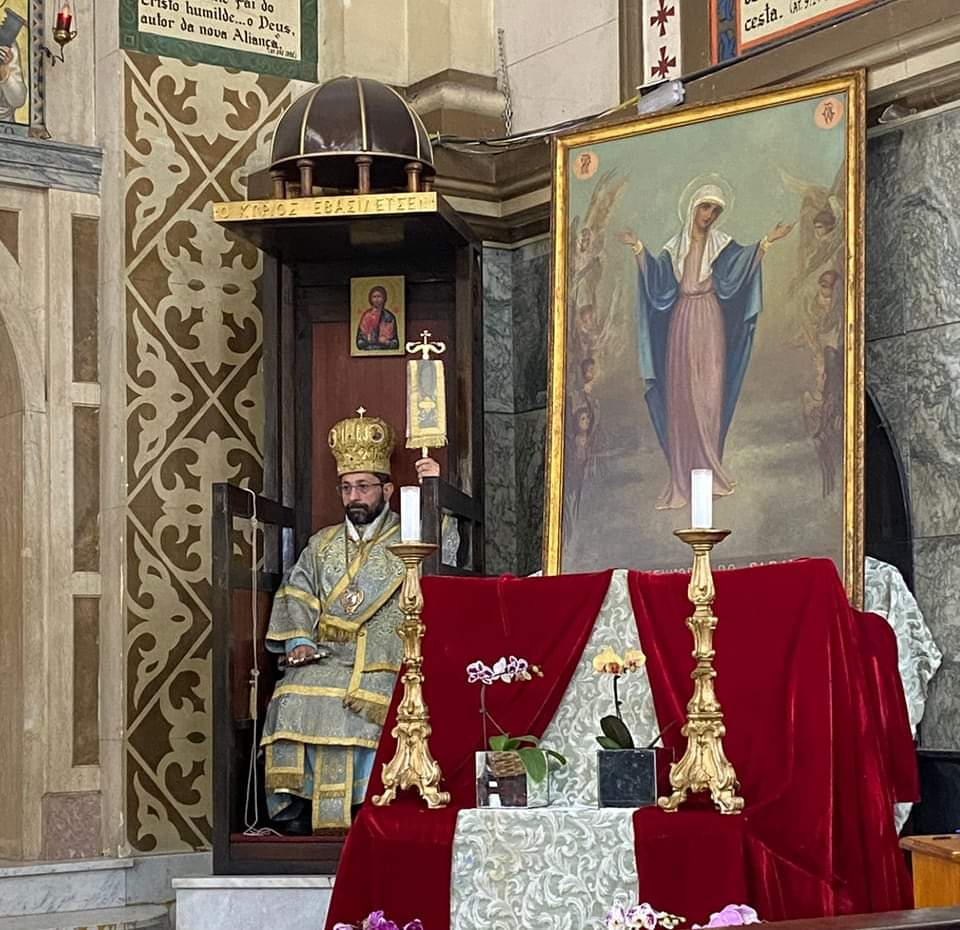
Georges Khoury

Georges Toufik Khoury (* 14. Februar 1970 in Safita, Gouvernement Tartus) ist ein syrischer Geistlicher und melkitisch griechisch-katholischer Bischof von Nossa Senhora do Paraíso em São Paulo.

## Leben
Georges Khoury wurde 1998 nach dem Studium der Philosophie und Katholischen Theologie durch den emeritierten melkitisch griechisch-katholischen Erzbischof von Latakia, Michel Yatim, zum Diakon geweiht. Am 14. April 1999 empfing er durch den Erzbischof von Latakia, Fares Maakaroun, das Sakrament der Priesterweihe.
Anschließend war Khoury als Seelsorger in Safita tätig. Er erwarb an der Universität der Claretiner in Brasilien ein Lizenziat im Fach Bibelwissenschaft. Von 2002 bis 2003 war Georges Khoury Pfarrer der Catedral Melquita Nossa Senhora do Paraíso in São Paulo, bevor er Pfarrer der Pfarrei São Basílio e Nossa Senhora do Perpétuo Socorro in Rio de Janeiro wurde.
Am 17. Juni 2019 ernannte ihn Papst Franziskus zum melkitisch griechisch-katholischen Bischof von Nossa Senhora do Paraíso em São Paulo. Der melkitisch griechisch-katholische Patriarch von Antiochien, Joseph Absi SMSP, spendete ihm am 25. August desselben Jahres die Bischofsweihe; Mitkonsekratoren waren der melkitisch griechisch-katholische Erzbischof von Homs, Abdo Arbach BC, und der Patriarchalvikar von Damaskus, Nicolas Antiba BA. Die Amtseinführung erfolgte am 22. September 2019.